# Museo archeologico nazionale di Venezia
Il Museo archeologico nazionale di Venezia è un museo statale dedicato all'archeologia, situato in piazza San Marco, presso le Procuratie Nuove. Ospita una raccolta d'antichità, frutto del collezionismo veneziano, con esempi di sculture greche del V-IV secolo a.C., i Galati Grimani, ritratti di epoca romana, rilievi, iscrizioni, ceramiche, avori, gemme e una raccolta numismatica.
Nel 2013, col circuito museale dei musei di piazza San Marco, è stato il diciannovesimo sito statale italiano più visitato, con 265.034 visitatori. Nel 2015 ha fatto meglio con 298.380 visitatori, migliorando ulteriormente nel 2016 con 344.904 visitatori, risultando il diciottesimo sito statale per numero di visitatori.
Dal dicembre 2014 il Ministero per i beni e le attività culturali lo gestisce tramite il Polo museale del Veneto, nel dicembre 2019 divenuto Direzione regionale Musei.

## Storia
Il Museo archeologico nazionale ha avuto origine nel Cinquecento, per le donazioni di famiglie veneziane, acquistando in questo modo carattere collezionistico.

### Collezioni Grimani
Nel 1523, il cardinale Domenico Grimani (1461-1523) lasciò in eredità alla Repubblica di Venezia un gruppo di sculture antiche provenienti dalla sua collezione privata. La maggior parte di queste opere proveniva da una vigna nei pressi del Quirinale a Roma, dove il cardinale stava edificando la propria residenza.
Il nipote, Giovanni Grimani (1500-1593), a partire dal 1563 si dedicò all'ampliamento e alla decorazione delle sale del palazzo di famiglia a Santa Maria Formosa, con lo scopo di creare un allestimento scenico per accogliere la propria collezione. Questa fu ospitata al primo piano del palazzo: quasi duecento sculture greche e romane furono ordinatamente collocate nella sala centrale. La raccolta comprendeva sculture provenienti dai possedimenti romani della famiglia, un nucleo di marmi giunto dalla terraferma veneziana e dalla costa istriana e sculture antiche provenienti dalla Grecia. Nel 1587 anche questa raccolta venne donata alla Repubblica di Venezia e il 3 febbraio il collegio dei senatori, d'accordo con Giovanni, stabilì che tutti i marmi Grimani fossero ospitati nell'antisala della Libreria Marciana.
Nel 1593, alla morte di Giovanni Grimani senza che l'allestimento della collezione fosse completato, i senatori della Repubblica incaricarono di curare l'allestimento della collezione Federico Contarini. Questi, contando sul Consiglio dei Dieci e giungendo ad un accordo con alcuni nipoti del patriarca, decise di lasciare nel palazzo Grimani alcune sculture mentre altre vennero trasportate nello "Statuario pubblico". Questo allestimento fu completato nel 1596, grazie anche ad alcune donazioni dello stesso Federico Contarini.

### Sette e Ottocento
Altre donazioni di opere si ebbero nel 1683 (medagliere di Pietro Morosini) e nel 1795 (gemme e vasi antichi di Girolamo Zulian). Nel Settecento Anton Maria Zanetti redasse un inventario, grazie al quale conosciamo la disposizione dello Statuario e il suo aspetto.
Nel 1811 le ulteriori donazioni avevano accresciuto le opere dello Statuario a tal punto che alcune di esse dovettero essere esposte presso il Palazzo Ducale.

### Novecento
Durante la prima guerra mondiale le opere ospitate nel Palazzo Ducale vennero spostate a Firenze, per poi ritornare a Venezia tra il 1919 e il 1920. In quegli anni fu realizzata un'adeguata sistemazione delle opere nelle Procuratie Nuove, dove furono organizzate per epoche e per correnti artistiche. Per tutto il secolo il numero delle opere ha continuato ad aumentare.

## Percorso espositivo
La sala I ospita iscrizioni greche, tra le quali alcuni decreti appartenenti a città dell'isola di Creta e l'iscrizione funeraria per Sokratea (II secolo a.C.), un frammento di piede di una statua colossale, un altorilievo con Mitra nell'atto di uccidere il toro e due monumenti funerari attici (II secolo). Sono anche presenti ritratti e frammenti di epoca romana.
La sala II, un lungo corridoio, espone sulle pareti la collezione numismatica del museo, con oltre 9000 esemplari di monete dal periodo greco a quello bizantino.
La sala III conserva copie romane di originali greci della prima metà del V secolo a.C., tra le quali la replica romana della testa di Ermes attribuita alla scuola dello scultore Agoracrito, una testa di kore attribuita alla scuola dello scultore Calamide, una statuetta di Artemide in marcia del I secolo a.C., la cui testa è stata ricostruita in gesso sul modello di una copia di età pompeiana, e due Cariatidi, una delle quali (quella di sinistra) proveniente dall'isola di Cherso.
La sala IV ospita originali greci di età classica (fine del V-prima metà del IV secolo a.C.), in gran parte di ispirazione fidiaca, appartenenti alle collezioni di Giovanni Grimani e di Federico Contarini e provenienti da diverse località del mar Egeo (Grecia, Creta, Asia Minore). Tra queste le statue di dimensioni inferiori al vero delle peplophoroi ("portatrici di peplo"). Forse provenienti da un santuario greco sono due statue di Demetra di produzione attica (prima metà del IV secolo a.C.), del tipo della statua attribuita a Cefisodoto il Vecchio, una statua di kore di scuola ionica (inizi del IV secolo a.C.), nota come Abbondanza Grimani e restaurata in epoca rinascimentale e una statua di Atena di scuola attica (410 a.C. circa), con testa romana non pertinente del II secolo ricomposta con il corpo in epoca rinascimentale.
Nella sala V sono esposte copie romane di sculture greche del V-IV secolo a.C., tra cui le copie dell'Atena di Kresilas e dell'Apollo Liceo di Prassitele, la copia di una testa di Meleagro della scuola di Skopas e di una testa di Dioniso della scuola di Lisippo. Sono anche presenti due teste di Atena, entrambe originali attici del IV secolo a.C.: la prima, datata alla prima metà del secolo, riprende la testa della Atena Parthenos di Fidia, priva di elmo, mentre la seconda, realizzata nella seconda metà dello stesso secolo, è riconducibile a uno scultore della scuola di Skopas. Alla sinistra della porta d'ingresso è collocata una statua acefala di Atena Nike proveniente da Creta (II secolo a.C.). Accanto alla porta verso la sala successiva sono rilievi votivi e funerari.

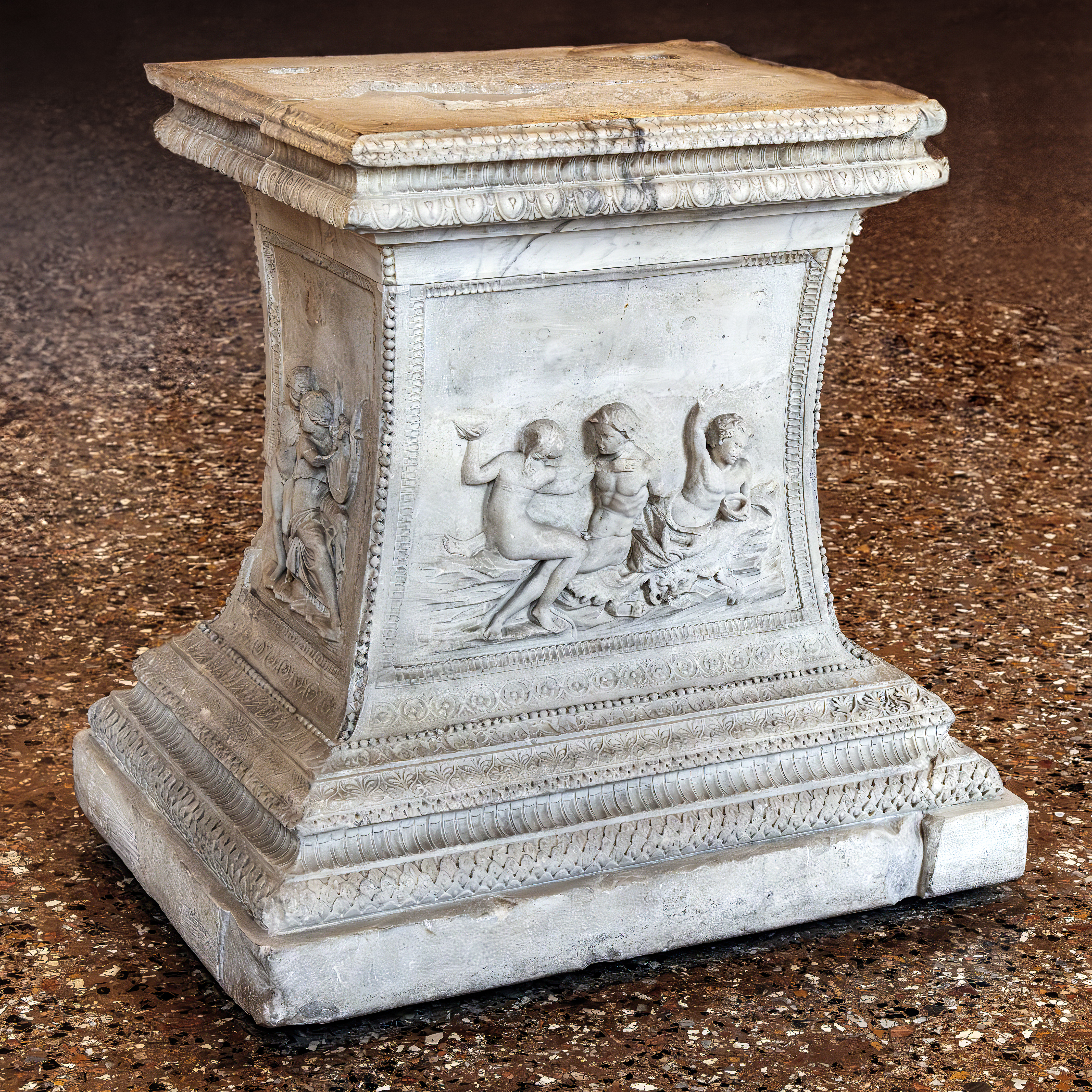
L'Ara Grimani

La sala VI è dedicata alle opere dello scultore Lisippo e alle testimonianze della scultura ellenistica, con ritratti greci dall'Asia Minore e dall'Egitto del III-I secolo a.C., tra i quali quello di un fanciullo e quello di Tolomeo III Evergete). Vi è conservata anche la copia romana di un Dioniso con satiro della seconda metà del II secolo a.C. Al centro della sala è esposta l'Ara Grimani, forse il basamento di una statua, decorata con satiri e menadi a rilievo e con modanature e decorazioni vegetali di epoca augustea.
La sala VII ospita manufatti in bronzo dell'età del bronzo e del ferro (V secolo a.C.-III secolo), rinvenuti nella zona di Treviso. Nelle vetrine sono esposte gemme e cammei, tra i quali il Cammeo Zulian, in onice raffigurante Zeus Egioco. Vi si trova anche parte della collezione numismatica, con monete greche provenienti dalla Dalmazia e monete romane della Roma repubblicana; e la stele funeraria di Lisandro, proveniente da Smirne, databile attorno al II secolo a.C.
Nella sala VIII sono ospitate copie romane di originali ellenistici, tra i quali Ulisse, i tre Galati Grimani (raffigurati nell'atto di cadere, in ginocchio e morto), da originali della scuola di Pergamo databili al III e II secolo a.C. e statue raffiguranti Eros e Psyche, l'Ermafrodito e satiri. Sul lato destro è presente la statua di una musa, originale del II secolo a.C. proveniente dall'Asia Minore che venne trasformata in Cleopatra nel restauro rinascimentale attribuibile alla bottega dei Lombardo.
Nella sala IX sono ospitati ritratti romani, soprattutto di personaggi della famiglia imperiale (Pompeo, Silla, Augusto, Tiberio, Domiziano, Traiano e Adriano. Altri ritratti sono repliche rinascimentali di modelli romani, come il Caracalla Farnese.
La galleria di ritratti romani prosegue nella sala X (cosiddetto Balbino, Caracalla giovinetto, Filippo il giovane e Lucio Vero e ritratti femminili, tra cui due dame di età flavia e Plautilla). Una vetrina ospita la capsella di Samagher, un reliquiario in avorio e argento del V secolo con scene e simbologie di carattere cristiano. Alle pareti sono presenti rilievi di epoca romana.
La sala XI ospita una collezione di sarcofagi, tra cui parte di un esemplare a ghirlande con il ratto di Proserpina, la fronte di un altro con la strage dei Niobidi (entrambi del II secolo) e un frammento di sarcofago attico con la scena della battaglia presso le navi (III secolo). A sinistra sono presenti due lastre appartenenti al cosiddetto trono di Saturno (I secolo), provenienti da Ravenna e collocate nella veneziana chiesa di Santa Maria dei Miracoli, da dove furono spostate al museo nel 1812 per interessamento di Antonio Canova.
Le sale XIII e XIV ospitano monumenti funerari romani, urne e altari. Tra questi un rilievo sepolcrale raffigurante la storia dei fratelli argivi Kleobis e Biton (metà del II secolo) e un'urna cineraria doppia, decorata a rilievo con festoni e sfingi.
Nella sala XV è conservata una collezione di ceramica micenea, cipriota e greca a figure nere e a figure rosse, prodotta in Attica, Magna Grecia e Lazio, oltre ad un frammento di bucchero etrusco.
La sala XVII ospita due mattoni con iscrizioni in alfabeto cuneiforme dell'epoca di Nabucodonosor II; rilievi assiri raffiguranti scene di corte, di guerra e di caccia del I millennio a.C., rinvenuti nell'attuale Iraq in scavi ottocenteschi dell'archeologo Inglese e scopritore di Ninive, Austen Henry Layard ed entrati nel museo nel 1891, precedentemente esposti nella galleria Layard a Ca' Cappello; e sculture egizie di epoca tarda (712-332 a.C.), tra cui una statua-cubo in basalto e due naofori. Di fronte si trovano un candelabro di epoca romana e alcune raffigurazioni di divinità egizie. In una vetrina dedicata al tema "religione e magia" si trovano reperti di epoca greco-romana in stile egizio, scarabei egizi e altri amuleti, due stele magiche e un pilastrino di sostegno di una piccola statua con un testo geroglifico.
La sala XVIII conserva statuette femminili acefale, originali di epoca greca classica, ritratti maschili, copie romane di originali greci (tra cui una testa dall'Hermes Propylaios). Sulla parete destra sono tre teste di scuola alessandrina in pietra nera (I secolo a.C.).
Nella sala XX si trovano antichità egizie e assiro-babilonesi, con opere di ambito funerario o templare, tra cui due mummie (I-II secolo), una delle quali conservava un frammento di papiro sul quale era riportata parte del "Libro delle respirazioni", statuette di "ushabti", vasi canopi e statuette e bronzetti raffiguranti divinità egiziane. Sulla parete di sinistra sono esposti rilievi funerari dalla Grecia orientale.